# Lib (île)
Lib est une île et une municipalité située dans les îles Ralik dans l'État des Îles Marshall et comptant une population de 155 habitants en 2011. Les terres fermes mesurent uniquement 0,8km².

## Histoire
Le premier signalement par les européens de l'île de Lib eut lieu le 8 janvier 1565 par le navigateur espagnol Alonso de Arellano, commandant du patache San Lucas. Dans son récit d'observation, Arellano a déclaré que « la population devaient être du diable parce que leur île était à mille lieues de la terre ferme ».